# Velvet Revolver
Velvet Revolver je američka hard rock skupina, koja se sastojala od bivših članova Guns N' Rosesa: Slash, Duff McKagan i Matt Sorum , zajedno s Daveom Kushnerom.U sastavu je kratko vrijeme bio i drugi bivši gitarist Guns N' Rosesa Izzy Stradlin, ali je napustio sastav zbog osobnih razloga i obveza sa svojim sastavom. Bivši pjevač, pok. Scott Weiland,napustio je sastav 2007. godine, nakon izdavanja njihovog drugog albuma Libertad. Trenutačno su u potrazi za novim pjevačem. Postoje razne spekulacije o budućnosti sastava, no članovi nisu još ništa potvrdili.

## Povijest Sastava
Velvet Revolver su osnovali bivši članovi skupine Guns N' Roses, Slash (gitara), Duff McKagan (bas) i Matt Sorum (bubnjevi). Odlučili su stvoriti sastav koji bi vratio rock trend. Nakon dogovora s Izzyjem Stradlinom da on ipak ne bude ritam gitarist sastava jer nije volio turneje, sastav je za ritam gitarista uzeo Davea Kushnera. Četvorka si je dala privremeno ime "The Project". U obimnoj potrazi za pjevačem, poslušali su demosnimke mnogih potencijalnih pjevača, ali niti jedan nije zadovoljavao njihove uvjete. Scott Weiland se u međuvremenu sprijateljio s McKaganom. Na njegovu preporuku stupili su s njim u kontakt, ali Weiland se nije odmah mogao pridružiti skupini jer je bio na turneji sa svojim tadašnjim sastavom. Nakon raspada Weilandovog sastava, Slash i društvo nisu oklijevali u njegovu zapošljavanju.
Prema Slashovoj biografiji, Scott Weiland je htio da se sastav zove "Black Velvet Revolver", kombinirajući tako nešto intimno i nešto nasilno, nakon Slashovog prijedloga "Revolver". Slash je smatrao da je samo "Velvet Revolver" dovoljno.

## Contraband (2003-2005)
Velvet Revolver snimio je svoju prvu pjesmu "Set Me Free" za film Hulk 2003. godine. Svoj prvi nastup uživo imali su na El Reyu u Los Angelesu u lipnju 2003..Prvi album, nazvan "Contraband", snimili su u drugom dijelu 2003. godine, uz stalne probleme zbog Weilandovog konzumiranjima droge i čestim odlascima na rehabilitacije.
Do kolovoza 2005., "Contraband" je prodan u više od 2 milijuna primjeraka u SAD-u. Velike turneje promoviranja albuma dosegle su svjetsku razinu. Sastav je bio na turnejama dva puta u SAD-u i u Europi kao i u Australiji, Novom Zelandu i Japanu. Nastupili su uživo na Live 8, svirajući "Do It For The Kids", "Fall To Peaces" i "Slither". Također su snimili novu pjesmu "Come On - Come In" za film "Fantastic Four".

## Libertad (2005-2008)
2005. sastav je objavio da su radovi na drugom albumu u tijeku. Scott Weiland je objavio da će album biti konceptualan i da će u albumu biti manje pjevačkih dionica.
Ali u ljeto 2006., Matt Sorum je to negirao kazavši da album ne će biti konceptualan.
U prosincu 2006. objavili su ime albuma: "Libertad" (Sloboda na španjolskom). Prije toga Scott Weiland je rekao da će album biti objavljen najvjerojatnije u ljeto 2007., da bi Slash to negirao i rekao da će svibanj biti mjesec izdavanja albuma.
Sastav je snimao u Los Angelesu s producentom Brendanom O'Brienom.
Nakon nagađanja o točnom datumu izlaska, sastav je konačno potvrdio 3. srpnja 2007. kao datum izlaska.
Slika za album prodana je u 92,000 kopija u prvom tjednu. Na slici je kovanica od 10 pesosa koja je bila u opticaju za vrijeme Pinochetovog vladanja Čileom.

## Kontroverze
U ožujku 2006. Axl Roseov odvjetnik je objavio sljedeću izjavu: "U listopadu 2005. Slash se nenajavljeno pojavio pred Axl Roseovom kućom u 5:30 sati. Nije se činio pod utjecajem, Slash je došao da kaže Axlu: 'Duff je beskičmenjak,' 'Scott Weiland je prevarant,' i da 'mrzi Matta Soruma' i da je ovaj hladni rat, natjecanje da je Slash postigao više od Axla u zadnjih 20 godina, dobio Axl koji je dokazao da je 'jači.' Axl se nadao da će Slash čuti njegove objave da završi rat i nastavi sa životom. Nažalost to se nije dogodilo." 
Slash nije komentirao Axlovu izjavu - ali glasnogovornik Velvet Revolvera je obećao da će se Slash čuti uskoro - Slash nije dao izjavu, ali Scott Weiland (iz Velvet Revolvera) je objavio ovo na njihovoj stranici:
Idi u teretanu, jebem ti mater, ili ako želiš, nabavi novu periku. Mislim da ću se oduprijeti potrebi da se spuštam na tvoj nivo. O sranje, evo dolazi, ti debeli, zategnuti, nosaču perika! O.K., sad se bolje osjećam. Nemoj na trenutak pomisliti da ne znamo odakle su došle te riječi. Tvoj neoriginalan, nekreativan mali um, isti um koji se oslanjao na kolege iz sastava da pišu melodije i stihove. Tko je prevatant sada, kurvo? Kvragu, ja ne bih mogao zamisliti da ljudi pišu za mene. Koliko si albuma izdao, čovječe, i koliko ti je trebalo vremena da sadašnji takozvani “sastav” napravi album? Koliko? Kako se usuđuješ! Sram te bilo! Kako se usuđuješ nazivati našeg basistu “beskičmenjakom”. Na turneji smo i promoviramo album već godinu i pol dana. Koliko si ti koncerata odradio u zadnjih deset godina? O, tako je - ti si odustao od toliko isčekivane povratničke turneje, ostavljajući svoje obožavatelje?! Ja ne ću ni navoditi što sam postigao zato što ne trebam. Mi ovdje govorimo o preplašenom malom čovjeku koji je jednom mislio da je kralj, ali kralj bez krune je ništa osim uspomene na šupka koji je nekad bio.
Izjava je maknuta dva dana poslije.
25. travnja 2006., Duff McKagan je gostovao u emisiji Opie & Anthony na XM radiju. Pobio je sve glasine da Slash napušta Velvet Revolver govoreći da su jednostavno "sranje". Dva dana kasnije, Slash i njegova supruga Perla su zatražili razvod u Los Angelesu. Vjeruje se da je Perla, koja je također menadžer Velvet Revolvera, izvor lažnih glasina oko prekida Velvet Revolvera kao i ponovnog ujedinjenja Slasha s Axlom Roseom. Te su glasine bile netočne (razvod, Slash je na Camp Freddyju 13. svibnja rekao da je i dalje u Velvet Revolveru i da nije razgovarao s Axlom od 1996.)
13. svibnja 2006., Slash je gostovao na Camp Freddy Showu na Indie 1031 FM radiju i porekao da je posjetio Axla ili rekao sve što je Axl tvrdio.
Slash je izjavoi: "Ne želim se upletati u tu dugu stvar. To je nešto što je on (Axl) odlučio učiniti… Bilo je mnogo stvari koje su učinjene da bi se promovirao sljedeći album Gunsa i turneja i takve stvari, jer bila je ova stvar da sam otišao do njegove kuće i da smo razgovarali i da sam ja rekao svašta o svojim kolegama iz sastava. I to je jednostavno neistinito. Nisam razgovarao s tipom na bilo kakav način već 11 godina, od 1996. (Smijeh) I to je to. Nema istine u tome."

## Ukupno
Velvet Revolver je počeo kao "The Project", potraga Slasha, McKagana, i Soruma za novim pjevačem. Za ritam gitaru su pozvali Izzyja Stradlina, ali to nije išlo jer je Izzy imao drugih poslova i turneja. Na kraju su uzeli Davea Kushnera, iz sastava u kojem je Duff bio prije nego što se ujedinio sa Slashom. Mnogo mjeseci su njih četvorica slušali demosnimke potencijalnih pjevača, cijeli proces je zabilježio VH1. Nakon mnogo mjeseci su htjeli odustati. No Stone Temple Pilots su bili na produženom odmoru, i pjevač Scott Weiland se prijavio za "The Project". Slash, Duff, i Matt su se odmah složili s njim i Velvet Revolver je nastao.
Sastav je svirao koncerte u ljetu 2003. i izdao svoj prvi singl, "Set Me Free" kao dio soundtracka za film Hulk. U lipnju 2004., izdali su svoj prvi studijski album, Contraband. Uslijedila je turneja od 19 mjeseci, kako je album postao platinasti i ustanovio Slasha među masama koje su ga zaboravile tokom godina. Turneja je završila u siječnju 2006., i Slash i kolege su uzeli odmor prije početka rada na drugom albumu. Sastav je snimio novu pjesmu za Spielbergov film Kuća monstrum u svibnju 2006. godine.

## Članovi sastava

### Trenutačni članovi
- Slash - vodeća gitara
- Dave Kushner - ritam gitara
- Duff McKagan - bas, pozadinski vokali
- Matt Sorum - bubnjevi, pozadinski vokali

### Bivši članovi
- Scott Weiland

### Albumi
- Contraband 8. lipnja, 2004. #1 (U.S., 2x Platinum), (Kanada, 2x Platinum)
- Libertad 3. srpnja, 2007. #5

## Cover Pjesme
Velvet Revolver je poznat po izvođenju velikog broja cover pjesama, među kojima su:
- Across The Universe od The Beatles-a (2005 Grammy Awards)
- Ain't Talkin 'Bout Love od Van Halen-a (izvođeno na Van Halen-ovom indukcijskom slavlju)
- Angie od Rolling Stones-a (izvođeno na drugom koncertu ikada)
- Bodies od Sex Pistolsa (live verzija pojavljuje se na Contrabandu)
- Can't Get it Out of My Head od Electric Light Orchestra (pojavljuje se na Libertadu)
- Crackerman od Stone Temple Pilots-a (izvođena uživo na koncertu)
- Dead and Bloated od Stone Temple Pilots-a (izvođena uživo na koncertu)
- Dead Flowers od Rolling Stones-a (izvođeno akustično)
- Dream Police od Cheap Trick-a (izvođena uživo na koncertu)
- Five to One od The Doors-a (izvođena uživo na koncertu)
- I Wanna Be Sedated od The Ramones-a (izvođena uživo na koncertu)
- Interstate Love Song od Stone Temple Pilots-a (izvođena uživo na koncertu)
- Its So Easy od Guns N' Roses-a (izvođena uživo na koncertu)
- Mr. Brownstone od Guns N' Roses-a (izvođena uživo na koncertu)
- Money od Pink Floyda (pojavljuje se na soundtracku filma Italian Job)
- Negative Creep od Nirvana (live verzija pojavljuje se na Slither singlu)
- No More, No More od Aerosmitha (pojavljuje se na Europskom izdanju Contrabanda)
- Patience od Guns N' Rosesa (izvođena uživo na koncertu)
- Roadhouse Blues od The Doorsa (izvođena uživo na koncertu)
- Rock and Roll od Led Zeppelina (izvođena uživo na koncertu)
- Psycho Killer od Talking Headsa (pojavljuje se na iTunes verziji Libertada)
- Runaround od Van Halen-a (izvođeno na Van Halen-ovom indukcijskom slavlju)
- Sex Type Thing od Stone Temple Pilotsa (izvođena uživo na koncertu)
- Starfucker od Rolling Stonesa (izvođena uživo na koncertu)
- Surrender od Cheap Tricka (pojavljuje se na Europskom izdanju Contrabanda)
- Tears in Heaven od Eric Claptona (puštena u prodaju kao singl za žrtve Indijskog Oceanskog Potresa 2004)
- Used to Love Her od Guns N' Rosesa (izvođena uživo na koncertu)
- Vasoline od Stone Temple Pilotsa (izvođena uživo na koncertu)
- Wish You Were Here od Pink Floyda (izvođena uživo na koncertu)

| Godina | Naslov     | Pozicija na ljestvici | Pozicija na ljestvici | Pozicija na ljestvici | Pozicija na ljestvici |
| ------ | ---------- | --------------------- | --------------------- | --------------------- | --------------------- |
| Godina | Naslov     | Billboard Top 100     | UK Album Chart        | ARIA Australia Charts | Canadian Album Chart  |
| 2004   | Contraband | 1                     | 11                    | 2                     | 1                     |
| 2007   | Libertad   | 5                     | 6                     | 10                    | 2                     |

### Pjesme
| Godina | Naslov                      | Pozicija na ljestvici | Pozicija na ljestvici | Pozicija na ljestvici | Pozicija na ljestvici | Album                       |
| ------ | --------------------------- | --------------------- | --------------------- | --------------------- | --------------------- | --------------------------- |
| Godina | Naslov                      | U.S. Hot 100          | U.S. Modern Rock      | U.S. Mainstream Rock  | UK Singles Chart      | Album                       |
| 2003   | "Set Me Free"               | -                     | 32                    | 17                    | -                     | Hulk soundtrack, Contraband |
| 2004   | "Slither"                   | 56                    | 1 (4 weeks)           | 1 (9 weeks)           | 35                    | Contraband                  |
| 2004   | "Fall to Pieces"            | 67                    | 2                     | 1 (11 tjedana)        | 32                    | Contraband                  |
| 2005   | "Dirty Little Thing"        | -                     | 18                    | 8                     | -                     | Contraband                  |
| 2005   | "Come on, Come in"          | -                     | -                     | 14                    | -                     | Fantastic Four soundtrack   |
| 2007   | "She Builds Quick Machines" | 104                   | 14                    | 2                     | -                     | Libertad                    |
| 2007   | "The Last Fight"            | -                     | -                     | 29                    | -                     | Libertad                    |

## Vanjske poveznice
- Službena stranica Velvet Revolvera
- Velvet Revolver @ RCA Records  Arhivirana inačica izvorne stranice od 1. veljače 2009. (Wayback Machine)
- RCA Records
- Velvet Revolver VH1 Artist Page  Arhivirana inačica izvorne stranice od 16. veljače 2008. (Wayback Machine)
- Velvet Revolver MTV Artist Page  Arhivirana inačica izvorne stranice od 19. ožujka 2008. (Wayback Machine)
- Velvet Revolver AOL Artist Page  Arhivirana inačica izvorne stranice od 17. svibnja 2007. (Wayback Machine)
- Velvet Revolver Billboard Artist Page
- Velvet Revolver All Music Guide Artist Page
- Velvet Revolver Rolling Stone Artist Page  Arhivirana inačica izvorne stranice od 13. listopada 2008. (Wayback Machine)
- Fan website

- The last fight music video

Other Sites
- Scott Weiland talks about "Libertad"  Arhivirana inačica izvorne stranice od 27. rujna 2007. (Wayback Machine)